# 双生子佯谬

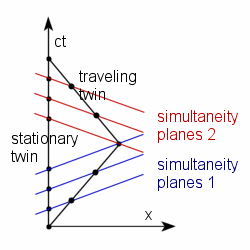
時空圖

双生子佯谬是一个有关狭义相对论的思想实验。有一对双胞胎兄弟，一个登上超高速飞船作长时间的太空旅行，而另一个留在地球。结果当旅行者回到地球后，他发现自己比留在地球的兄弟更年輕。
这个结果似乎与狭义相对论矛盾：狹義相對論所探討的是物體慣性參考系的相對運動，比方说物體A為觀察者，觀察到物體B等速率遠離自身。反之，物體B也會認為物體A等速率離開自身，根據狹義相對論，物體A會認為物體B的時鐘走慢了，物體B也會認為物體A的時鐘走慢了。狭义相对论指出所有观测者都有同等意义，没有任何一个参考系（frame of reference）是会获得优待的。因此，旅行者觉得回到地球后会看见比他本人更年轻的双胞胎兄弟，但他兄弟的想法却恰好相反。
不过实际上旅行者的期望是错误的：狭义相对论并没有说所有观测者都有同等意义，而是只有在惯性系中的观测者（即没有进行加速运动的观测者）才有同等的意义。但宇宙飞船在旅途中毫无疑问是至少加速过一次的，所以旅行者并不是惯性系。然而，留在地球上的兄弟在整个航程中都是在惯性系之中（如果忽略源自地球质量及移动所带来的相对较小的加速度），所以他能够把他跟他兄弟分辨开来。
有些人在解决这个吊诡时会认为狭义相对论并不能够用于加速中的物体，而只可使用广义相对论，这是不正确的。举个例说，该对双生兄弟的年龄是可以借着求时空间隔（spacetime interval）在他们任何一个惯性系中所行走的时空路径（这些路径被称为世界线）上的积分来准确地计算出来的。近似的方法可以用来计算一艘加速中的宇宙飞船的相对性行为（参看相对论火箭）。当重力的影响是不能被忽略的时候，狭义相对论就变得不适用，这时就真的需要用到广义相对论。
这个结果是由狭义相对论所推测出的（移动时钟的时间膨胀现象），而且能够透过实验来验证。
日常生活中其實也有這種怪異的情況：如果兩人相距一段距離，則A會看到B「縮小」了，但是B也覺得A「縮小」了。這種透視現象已經被人們適應、接受了，因爲它存在於平日的生活裏，但是人們對相對論就毫無準備。
我們已經對有關距離的相對論見解習以爲常了：從甲地到乙地的距離當然等於乙地到甲地的距離。另一方面，當我們考慮到速度方面，會認爲如果一個物體在運動，運動一定會是相對於某物：星體、地面或另一人。A物相對B物的速度，是相等於B物相對A物的速度，兩者完全相等。
注意要在參考系統中建立「同時」的概念，「到底一件事是否和另一處的另一件事同時發生」這個問題有著關鍵的重要性。所有計算都最終要涉及到哪些事件是同時發生的。也要留意，要建立兩個空間中相隔的事件的同時性，這兩個地方一定要有訊息相互傳遞，這也代表了光速是決定同時性的一個重要因素。
大家當然會問到，狹義相對論怎麽能在A相對B有時間膨脹而B相對A也有時間膨脹的情況下不前後矛盾。要消除矛盾，我們必須丟棄人們日常對同時性的直覺概念。同時性，是位於一個參考系中的一位觀測者和一系列事件之間的關係。
理論的架構裏有一個同時性的相對論，它影響著特定事件如何根據有相對運動的觀測者被調准。由於每個觀測者對兩個事件是否同時發生都有不同的見解。

## 外部連結
- 生活在高楼上衰老得更快（页面存档备份，存于）